# District de Bromberg
Pour les articles homonymes, voir Bromberg (homonymie).

Les deux districts de la province de Posnanie : Posen (en rouge) et Bromberg (en vert) 1887-1919.

Le district de Bromberg était la plus nordique des deux régions administratives prussiennes (Regierungsbezirke) du grand-duché de Posen (1815–1849) et son successeur, la province de Posnanie (1849-1918). Ce district était entouré au nord par la province de Prusse-Occidentale, à l'ouest par la province de Brandebourg, au sud par le district de Posen, et à l'est par la Pologne russe.
La population de ce district était majoritairement polonaise de culte catholique romain, avec une minorité protestante de souche allemande.

## Divisions administratives
Le nombre d'arrondissements est passé de 9 en 1820 à 13 en 1887.
| Arrondissement          | Nom polonais | Code postal prussien | Notes                                   |
| ----------------------- | ------------ | -------------------- | --------------------------------------- |
| Bromberg (de)           | Bydgoszcz    | 191                  |                                         |
| Colmar-en-Posnanie (de) | Chodzież     | 247                  | Arrondissement de Chodziesen avant 1877 |
| Czarnikau               | Czarnków     | 293                  |                                         |
| Filehne                 | Wieleń       | 409                  | Arrondissement créé en 1887.            |
| Gnesen (de)             | Gniezno      | 500                  |                                         |
| Hohensalza (de)         | Inowrocław   | 681                  | Arrondissement d'Inowraclaw avant 1904  |
| Mogilno                 | Mogilno      | 960                  |                                         |
| Schubin                 | Szubin       | 1362                 |                                         |
| Strelno (de)            | Strzelno     | 1463                 | Arrondissement créé en 1886.            |
| Wirsitz                 | Wyrzysk      | 1651                 |                                         |
| Witkowo (de)            | Witkowo      | 1659                 | Arrondissement créé en 1887.            |
| Wongrowitz              | Wągrowiec    | 1673                 | Arrondissement de Wongrowiec avant 1875 |
| Znin                    | Żnin         | 1716                 | Arrondissement créé en 1887.            |

## Présidents du district
- 1816: Joseph von Stein
- 1821: Kozierowski
- 1825: Ludwig von Colomb (de)
- 1831: Carl von Wissmann
- 1842: Johann Eduard von Schleinitz
- 1848: Mebes
- 1850: Julius von Schleinitz
- 1864: Schubring
- 1864: Johann Gottlieb August Naumann (de)
- 1870: Friedrich Maurach (de)
- 1874: August von Seltzer-Stahn (de)
- 1873: Anton von Wegnern
- 1881: Christoph von Tiedemann
- 1899: Theobald von Bethmann Hollweg
- 1900: Alfred von Conrad (de)
- 1901: Francis Kruse (de)
- 1903: Georg von Guenther (de)
- 1917: Friedrich von Bülow